# Idaea antennata
Idaea antennata là một loài bướm đêm trong họ Geometridae.